# Transductor d'ultrasons
|  | No s'ha de confondre amb sensor d'ultrasons. |

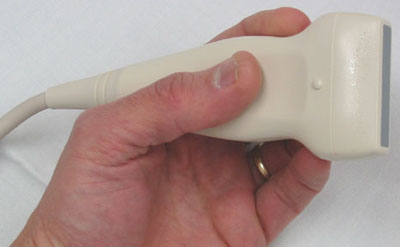
Un transductor ultrasònic de matriu lineal utilitzat en ecografia mèdica

Els transductors d'ultrasons o transductors ultrasònics són dispositius que generen o detecten energia d'ultrasons. Es poden dividir en tres grans categories: transmissors, receptors i transceptors. Els transmissors converteixen els senyals elèctrics en ultrasons, els receptors converteixen els ultrasons en senyals elèctrics i els transceptors poden transmetre i rebre ultrasons.

## Aplicacions i rendiment

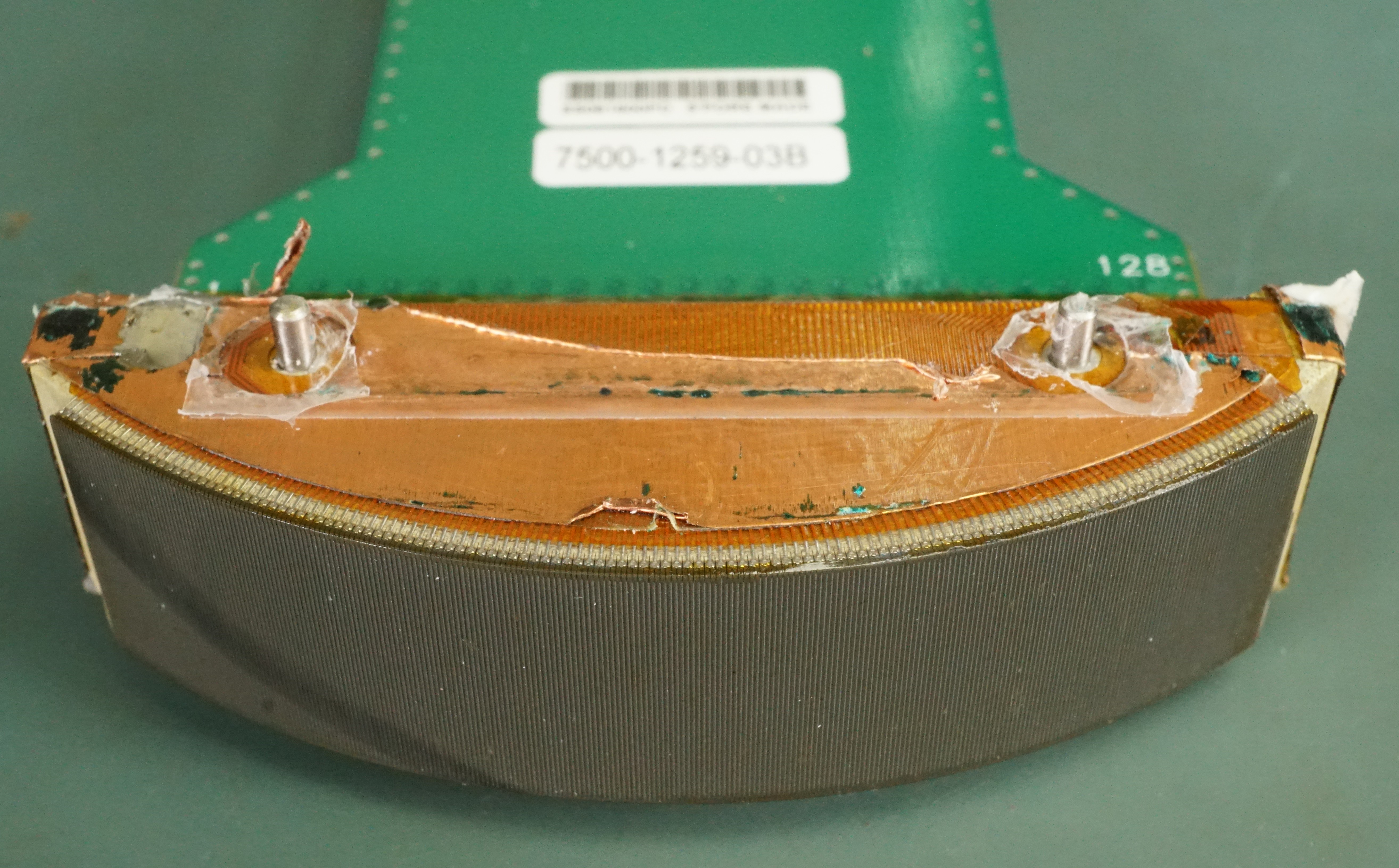
Construcció interior d'un sensor d'ultrasons de matriu corbat Philips C5-2 de 128 elements.

L'ecografia es pot utilitzar per mesurar la velocitat i la direcció del vent (anemòmetre), el nivell de fluid del tanc o del canal i la velocitat a través de l'aire o l'aigua. Per mesurar la velocitat o la direcció, un dispositiu utilitza diversos detectors i calcula la velocitat des de les distàncies relatives fins a les partícules de l'aire o l'aigua. Per mesurar el nivell del líquid del dipòsit o del canal, i també el nivell del mar (marògraf), el sensor mesura la distància (abast) a la superfície del fluid. Altres aplicacions inclouen: humidificadors, sonar, ecografia mèdica, alarmes antirobatori, proves no destructives i càrrega sense fils.
Els sistemes solen utilitzar un transductor que genera ones sonores en el rang d'ultrasons, per sobre de 18 kHz, convertint l'energia elèctrica en so, després, en rebre l'eco, convertir les ones sonores en energia elèctrica que es pot mesurar i mostrar.
Aquesta tecnologia també pot detectar objectes propers i fer un seguiment de les seves posicions.
Els ultrasons també es poden utilitzar per fer mesures de distància punt a punt mitjançant la transmissió i la recepció de ràfegues discretes d'ultrasons entre transductors. Aquesta tècnica es coneix com a Sonomicrometria on el temps de trànsit del senyal d'ultrasò es mesura electrònicament (és a dir, digitalment) i es converteix matemàticament a la distància entre transductors assumint que es coneix la velocitat del so del medi entre els transductors. Aquest mètode pot ser molt precís pel que fa a la resolució temporal i espacial perquè la mesura del temps de vol es pot derivar del seguiment de la mateixa forma d'ona incident (rebuda), ja sigui per nivell de referència o per pas de zero. Això permet que la resolució de mesura superi amb escreix la longitud d'ona de la freqüència del so generada pels transductors.

## Transductors

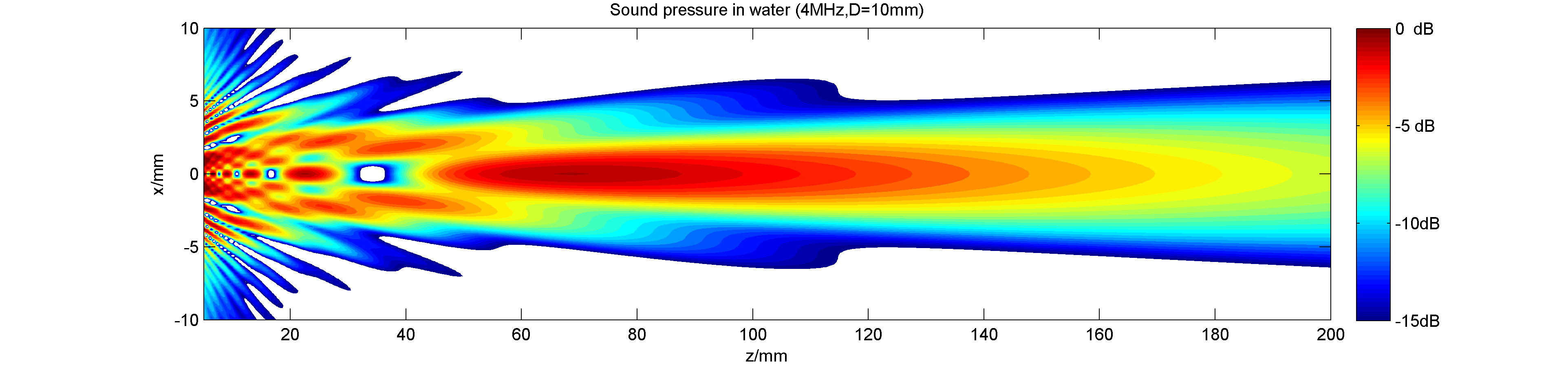
Camp sonor d'un transductor pla no enfocant a 4 MHz amb una longitud de camp proper de N = 67 mm a l'aigua. El diagrama mostra la pressió sonora a una escala logarítmica db.

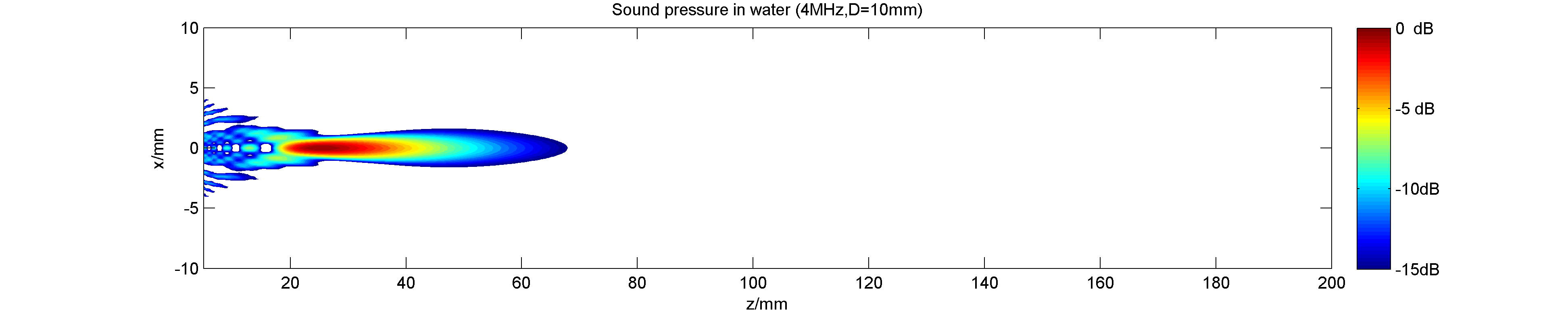
Camp de pressió sonora del mateix transductor ultrasònic (4 MHz, N = 67 mm) amb la superfície del transductor amb una curvatura esfèrica amb el radi de curvatura R = 30 mm.

Els transductors d'ultrasons converteixen la CA en ultrasons, així com a la inversa. Ultrasons, normalment es refereix a transductors piezoelèctrics o transductors capacitius. Els cristalls piezoelèctrics canvien la mida i la forma quan s'aplica una tensió ; La tensió de CA els fa oscil·lar a la mateixa freqüència i produir so ultrasònic. Els transductors capacitius utilitzen camps electroestàtics entre un diafragma conductor i una placa de suport.
El patró de feix d'un transductor es pot determinar per l'àrea i la forma del transductor actiu, la longitud d'ona dels ultrasons i la velocitat del so del medi de propagació. Els diagrames mostren els camps sonors d'un transductor ultrasònic no enfocat i d'un enfocament a l'aigua, clarament a diferents nivells d'energia.
Com que els materials piezoelèctrics generen una tensió quan se'ls aplica força, també poden funcionar com a detectors d'ultrasons. Alguns sistemes utilitzen transmissors i receptors separats, mentre que altres combinen ambdues funcions en un sol transceptor piezoelèctric.
Els transmissors d'ultrasons també poden utilitzar principis no piezoelèctrics. com la magnetostricció. Els materials amb aquesta propietat canvien lleugerament de mida quan s'exposen a un camp magnètic i fan transductors pràctics.
Un micròfon de condensador ("condensador") té un diafragma prim que respon a les ones d'ultrasò. Els canvis en el camp elèctric entre el diafragma i una placa de suport molt espaiada converteixen els senyals sonores en corrents elèctrics, que es poden amplificar.
El principi del diafragma (o membrana) també s'utilitza en els transductors ultrasònics (MUT) micromecanitzats relativament nous. Aquests dispositius es fabriquen mitjançant la tecnologia de micromecanitzat de silici (tecnologia MEMS), que és especialment útil per a la fabricació de matrius de transductors. La vibració del diafragma es pot mesurar o induir electrònicament utilitzant la capacitat entre el diafragma i una placa de suport molt espaiada (CMUT), o afegint una fina capa de material piezoelèctric al diafragma (PMUT). Alternativament, investigacions recents van demostrar que la vibració del diafragma es pot mesurar mitjançant un petit ressonador d'anell òptic integrat dins del diafragma (OMUS).
Els transductors d'ultrasons també s'utilitzen en la levitació acústica.

## Ús en sonar

Esquema que mostra el principi bàsic de l'eco-sonda

Ecocardiografia en 3D

Es basa en el principi de transmetre ones acústiques a l'aigua i registrar l'interval de temps entre l'emissió i el retorn d'un pols; el temps de vol resultant, juntament amb el coneixement de la velocitat del so a l'aigua, permet determinar la distància entre el sonar i l'objectiu. Aquesta informació s'utilitza normalment amb finalitats de navegació o per obtenir profunditats amb finalitats de fer gràfics. La distància es mesura multiplicant la meitat del temps des de l'impuls de sortida del senyal fins al seu retorn per la velocitat del so a l'aigua, que és d'aproximadament 1,5 quilòmetres per segon [T÷2×(4700 peus per segon o 1,5 kil per segon)] aplicacions precises de l'eco-sonda, com la hidrografia, la velocitat del so també s'ha de mesurar normalment mitjançant el desplegament d'una sonda de velocitat del so a l'aigua. El sonar d'eco és efectivament una aplicació de propòsit especial del sonar que s'utilitza per localitzar el fons. Com que una unitat tradicional de profunditat de l'aigua pre- SI era la braça, un instrument utilitzat per determinar la profunditat de l'aigua de vegades s'anomena fatòmetre. El primer fatòmetre pràctic va ser inventat per Herbert Grove Dorsey i patentat el 1928.

## Ús en medicina
Els transductors d'ultrasons mèdics (sondes) tenen una varietat de formes i mides diferents per utilitzar-los per fer imatges de secció transversal de diverses parts del cos. El transductor es pot utilitzar en contacte amb la pell, com en l'ecografia fetal, o inserit en una obertura corporal com el recte o la vagina. Els metges que realitzen procediments guiats per ultrasons solen utilitzar un sistema de posicionament de la sonda per subjectar el transductor d'ultrasons.

## Ús a la indústria

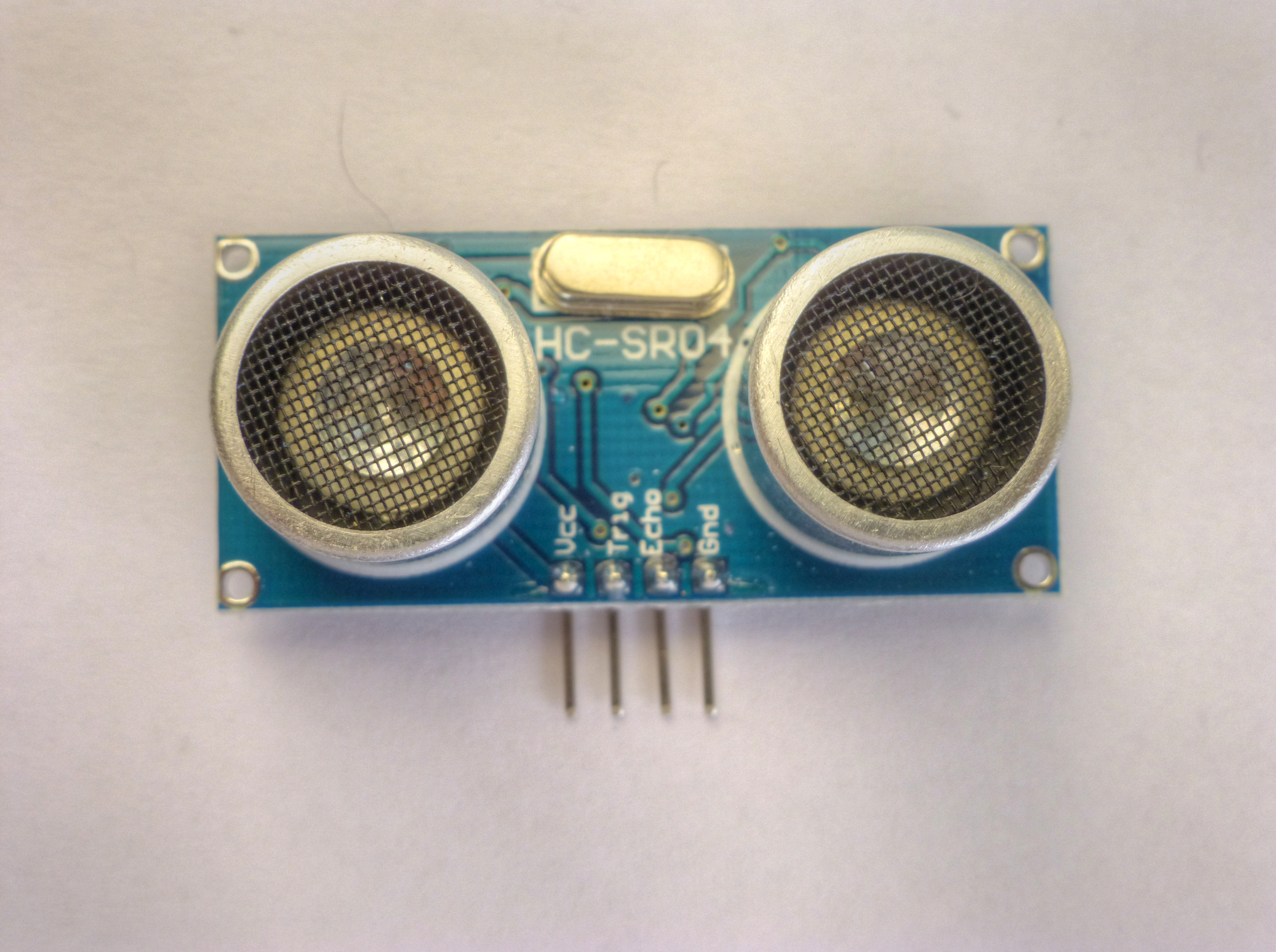
Telèmetres ultrasònics

Els sensors d'ultrasons poden detectar el moviment dels objectius i mesurar-ne la distància a moltes fàbriques i plantes de procés automatitzades. Els sensors poden tenir una sortida digital activada o desactivada per detectar el moviment d'objectes, o una sortida analògica proporcional a la distància. Poden detectar la vora del material com a part d'un sistema de guia web.
Els sensors d'ultrasons s'utilitzen àmpliament als cotxes com a sensors d'aparcament per ajudar el conductor a fer marxa enrere a les places d'aparcament. S'estan provant per a altres usos d'automoció, com ara la detecció de persones per ultrasons i l'assistència en la navegació autònoma d'UAV.
Com que els sensors ultrasònics utilitzen el so en lloc de la llum per a la detecció, funcionen en aplicacions on els sensors fotoelèctrics no funcionen. Els ultrasons són una gran solució per a la detecció d'objectes clars i per a la mesura del nivell de líquids, aplicacions amb les quals els fotoelèctrics lluiten a causa de la translucència de l'objectiu. A més, el color de l'objectiu o la reflectivitat no afecten els sensors ultrasònics, que poden funcionar de manera fiable en entorns amb gran brillantor.
Els sensors ultrasònics passius es poden utilitzar per detectar fuites de gas o líquid d'alta pressió, o altres condicions perilloses que generen so ultrasònic. En aquests dispositius, l'àudio del transductor (micròfon) es converteix al rang d'audició humana.
Els emissors d'ultrasons d'alta potència s'utilitzen en dispositius de neteja per ultrasons disponibles comercialment. Un transductor d'ultrasons es col·loca a una paella d'acer inoxidable que s'omple amb un dissolvent (freqüentment aigua o isopropanol). Una ona quadrada elèctrica alimenta el transductor, creant un so en el dissolvent prou fort com per provocar cavitació.
La tecnologia ultrasònica s'ha utilitzat per a múltiples finalitats de neteja. Un dels quals ha guanyat una bona tracció durant l'última dècada és la neteja de pistoles ultrasòniques.
Les proves d'ultrasons també s'utilitzen àmpliament en metal·lúrgia i enginyeria per avaluar la corrosió, les soldadures i els defectes del material mitjançant diferents tipus d'exploracions.
Els sensors d'ultrasons emeten i reben mitjançant transductors senyals de so a altes freqüències, de 400 kHz. Quan un objecte interromp les ones de so, reflecteix el senyal cap al sensor i produeix la commutació. A la cara activa del sensor un disc ceràmic piezoelèctric s'encarrega de transmetre les ones de so. Durant un temps s'aplica un voltatge d'alta freqüència al disc, cosa que el fa vibrar a la mateixa freqüència i emetre el so, per la vibració que transmet a l'aire.